# مقاطعة تولسيا

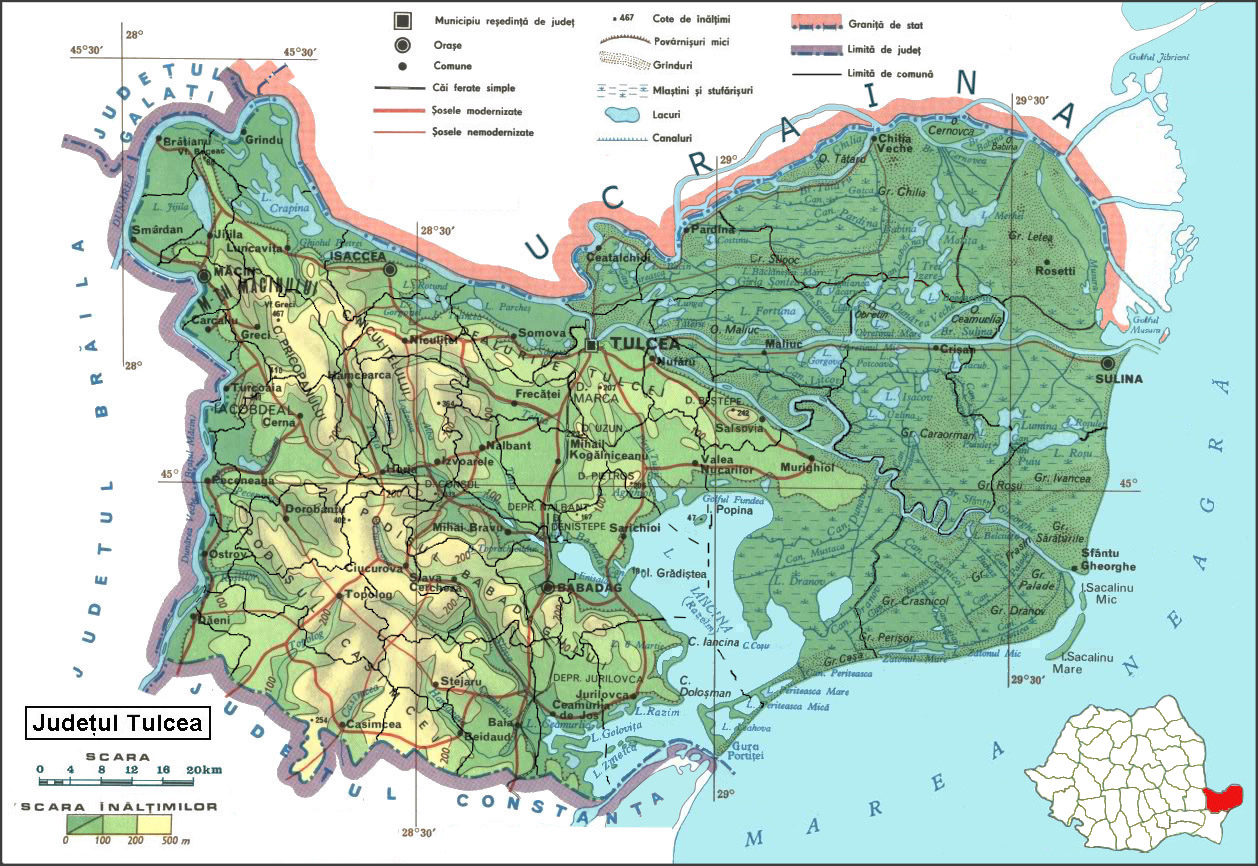
خريطة مقاطعة تولسيا.

مقاطعة تولسيا ( نطق روماني: ‎[ˈtult͡ʃe̯a]‏ ) هي مقاطعة ( jude ) في رومانيا ، في المنطقة التاريخية دوبروجة، وعاصمتها تولسيا.

## التركيبة السكانية
في عام 2011 ، بلغ عدد سكان مقاطعة تولسيا201462 نسمة. كانت الكثافة السكانية 23.7/2كم، وهي الأدنى بين مقاطعات رومانيا .
- الرومانيون - 89.13٪؜ [3]
- ليبوفانز -6.41٪؜؜
- الأتراك -0.93٪؜
- الروما -1.87٪؜
- اليونانيون -0.65٪؜

يوجد في دلتا الدانوب مجتمع مهم من الروس والليبوفان . في جنوب المقاطعة توجد مجتمعات تركية . كانت المنطقة ذات يوم مركزًا للإسلام في رومانيا .
| عام  | سكان المقاطعة |
| ---- | ------------- |
| 1948 | 192228        |
| 1956 | ▲ 223.719     |
| 1966 | ▲ 236709      |
| 1977 | ▲ 254531      |
| 1992 | ▲ 270197      |
| 2002 | ▼ 256492      |
| 2011 | ▼ 201462      |

| الأصل العرقي  | 2002          |
| ------------- | ------------- |
| الكل          | 256492        |
| روماني        | 230843 (90٪)  |
| ليبوفان       | 16,350 (6.4٪) |
| اللغة التركية | 3334 (1.3٪)   |
| روما / الغجر  | 2,272 (0.9٪)  |
| اليونانية     | 1,680 (0.7٪)  |
| الأوكرانية    | 1,279 (0.5٪)  |
| التتار        | 179 (0.1٪)    |
| الآخرين       | 555           |

## جغرافية
تبلغ مساحة المحافظة 84998499 نسمة كيلومتر مربع.

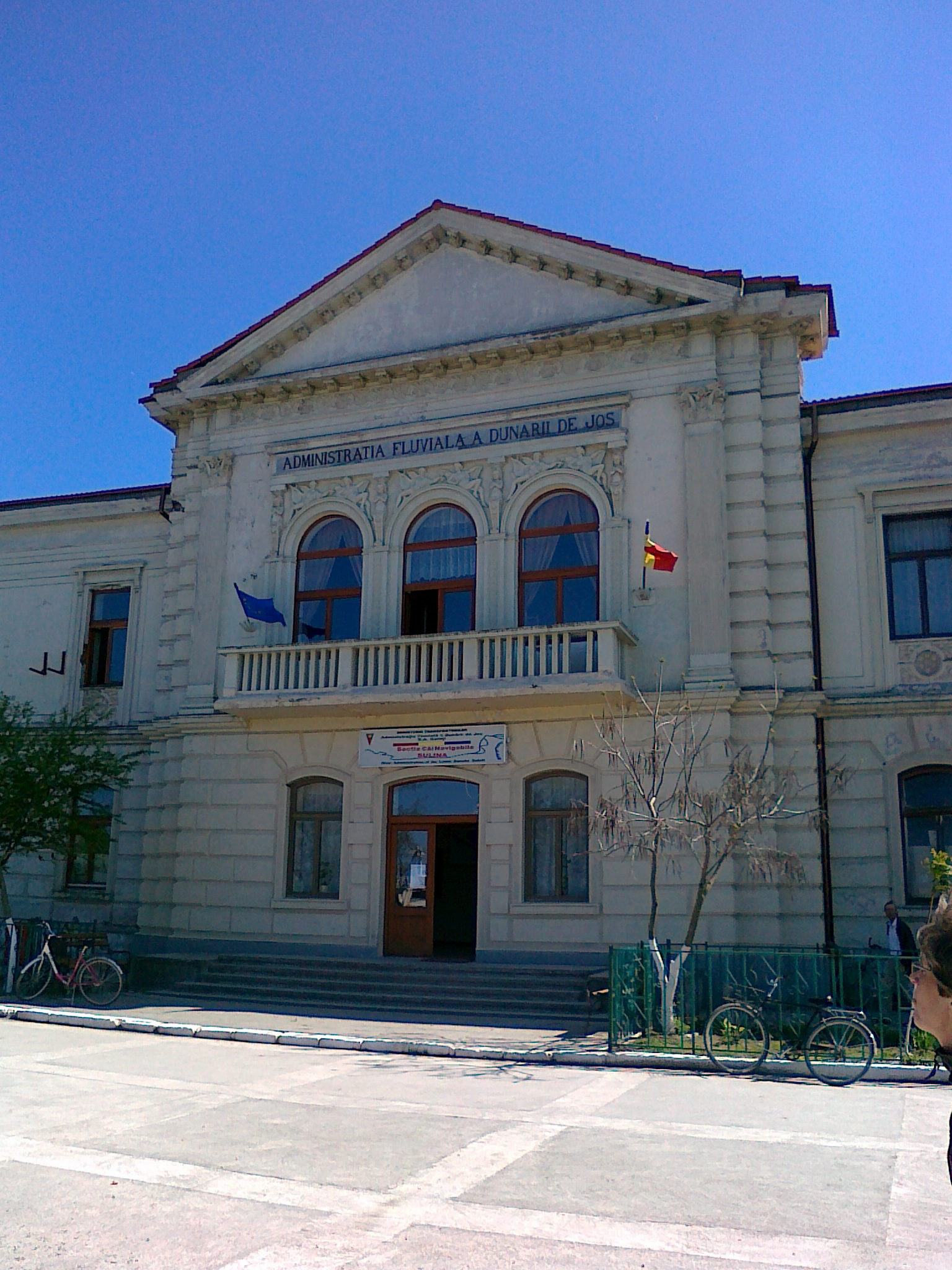
قصر لجنة الدانوب في سولينا ، مقاطعة تولسيا، رومانيا، من عام 1868 إلى عام 1921

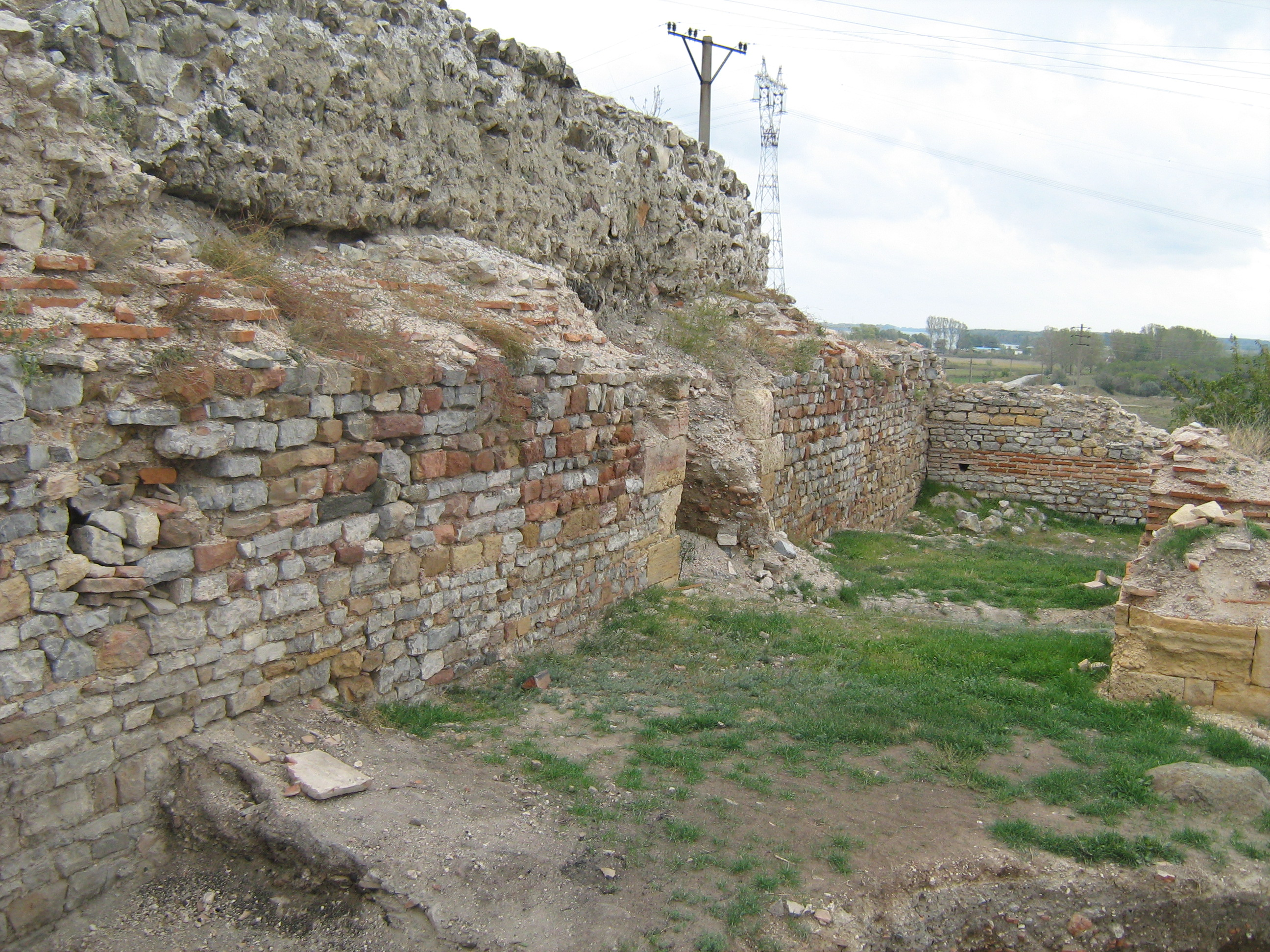
أنقاض قلعة نوفيودونوم

أهم ميزة في مقاطعة تولسيا هي دلتا الدانوب، والتي تحتل حوالي ثلث السطح بأكمله وتقع في الجانب الشمالي الشرقي من المقاطعة. الدلتا لها ثلاثة فروع رئيسية: فرع سولينا (الوحيد القابل للملاحة بالسفن الكبيرة) في الوسط، وفرع تشيليا في الشمال (الحدود مع أوكرانيا ) وفرع سفانتو جورج (القديس جورج) في الجنوب.
يوجد في الجنوب الشرقي من المقاطعة بحيرتان : بحيرة رازيلم وبحيرة سينوي . في دلتا الدانوب وفي الجنوب - في المنطقة الواقعة بين قناة Sfântu Gheorghe وبحيرة Razelm - هناك عدد لا يحصى من القنوات والبحيرات الصغيرة. المنطقة بأكملها مدرجة في قائمة اليونسكو لمواقع التراث العالمي ومحميات المحيط الحيوي .
يتدفق نهر الدانوب حول المحافظة في الجانب الغربي والشمالي. يوجد في الغرب فرع Măcin الذي يتدفق على الجانب الشرقي من جزيرة Great Brăila . من Smârdan (على الجانب الآخر من Brăila ) إلى Pătlăgeanca (بالقرب من تولسيا ) ، يوجد في نهر الدانوب تدفق كبير واحد فقط من المياه، حيث يوجد حوله عدد هائل من البحيرات والقنوات الصغيرة.
في وسط المقاطعة، توجد هضبة Casincea وجبال Măcin - بقايا سلسلة جبال ما قبل التاريخ (أكثر من400 مليون سنة) ، مع أعلى ارتفاع يبلغ حوالي400 متر.

### الجيران
قالب:Romanian counties map
- البحر الأسود في الشرق.
- مقاطعة Brăila في الغرب.
- مقاطعة جالاتي في الشمال الغربي
- أوكرانيا في الشمال - أوديسا أوبلاست .
- مقاطعة كونستانتا في الجنوب.

## الاقتصاد
الزراعة وصيد الأسماك هي المهن الرئيسية، ويشارك فيها حوالي 48 ٪ من السكان. تتركز الصناعة في المدن الكبيرة فقط.
الصناعات السائدة في المحافظة هي:
- الصناعات الغذائية.
- صناعة المنسوجات.
- صناعة بناء السفن.
- علم المعادن - الألمنيوم .
- الصناعة الكيماوية.
- مواد بناء.

تعد السياحة نشاطًا مهمًا في المحافظة، وتعتبر دلتا الدانوب واحدة من أكثر المناطق زيارة في رومانيا .
الوجهات الرئيسية للسياح هي:
- دلتا الدانوب
  - بلدة سولينا - آخر مدينة على نهر الدانوب .
  - المناطق المحيطة سفنتو جيورجي، مهموديا، كريسان، Caraorman، Chilia Veche .
- مدينة تولسيا .
- قلعة هالمريس الرومانية.

## سياسة
يتكون مجلس مقاطعة تولسيا، المنتخب في انتخابات الحكومة المحلية لعام 2016 ، من 31 مستشارًا، مع تكوين الحزب التالي:
|  | حفل                             | مقاعد | مجلس المحافظة الحالي | مجلس المحافظة الحالي | مجلس المحافظة الحالي | مجلس المحافظة الحالي | مجلس المحافظة الحالي | مجلس المحافظة الحالي | مجلس المحافظة الحالي | مجلس المحافظة الحالي | مجلس المحافظة الحالي | مجلس المحافظة الحالي | مجلس المحافظة الحالي | مجلس المحافظة الحالي | مجلس المحافظة الحالي | مجلس المحافظة الحالي |
|  | ------------------------------- | ----- | -------------------- | -------------------- | -------------------- | -------------------- | -------------------- | -------------------- | -------------------- | -------------------- | -------------------- | -------------------- | -------------------- | -------------------- | -------------------- | -------------------- |
|  | الحزب الاشتراكي الديمقراطي      | 14    |                      |                      |                      |                      |                      |                      |                      |                      |                      |                      |                      |                      |                      |                      |
|  | الحزب الوطني الليبرالي          | 12    |                      |                      |                      |                      |                      |                      |                      |                      |                      |                      |                      |                      |                      |                      |
|  | تحالف الليبراليين والديمقراطيين | 3     |                      |                      |                      |                      |                      |                      |                      |                      |                      |                      |                      |                      |                      |                      |
|  | حزب الحركة الشعبية              | 2     |                      |                      |                      |                      |                      |                      |                      |                      |                      |                      |                      |                      |                      |                      |

## التقسيمات الإدارية
البلديات

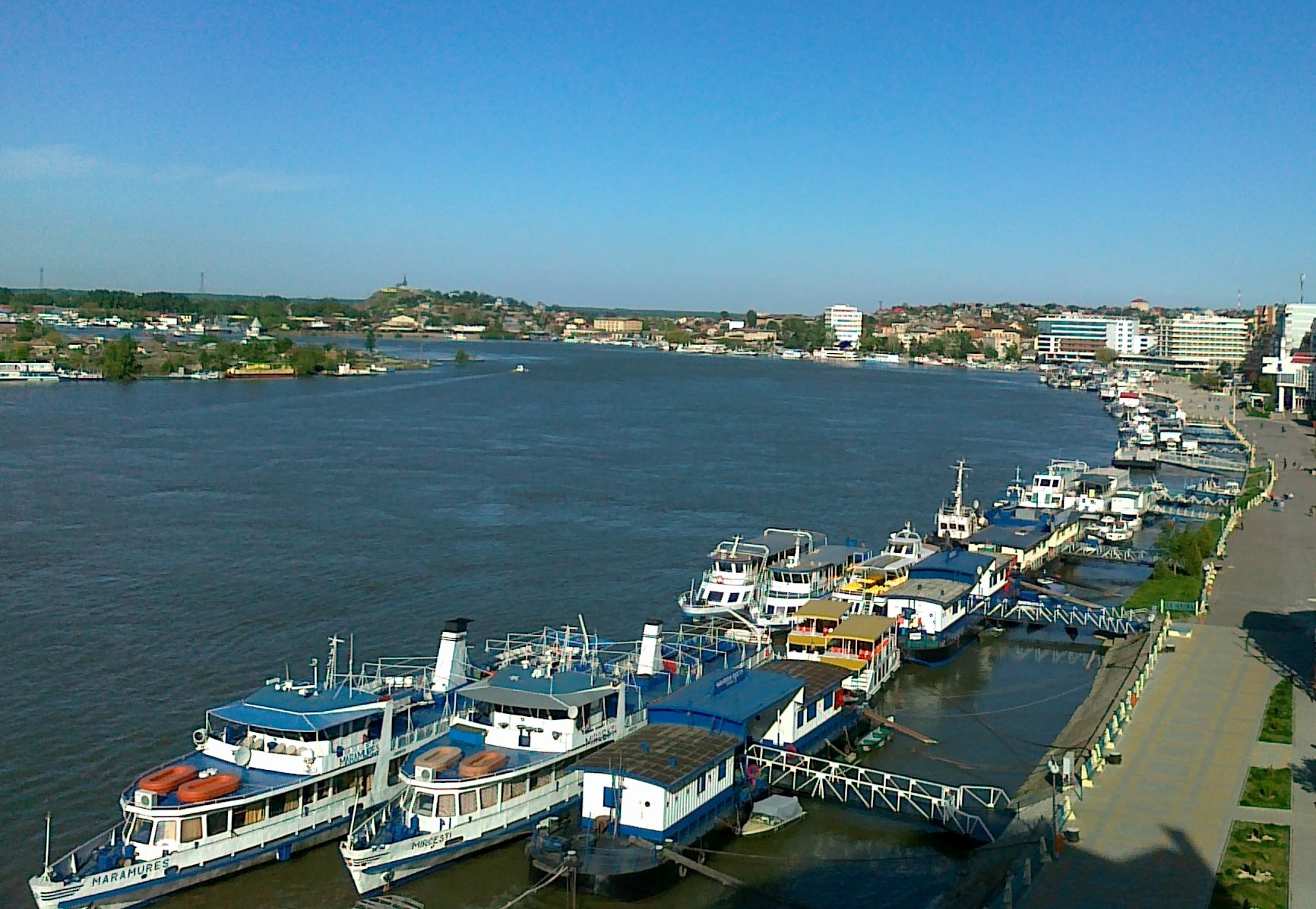
ميناء تولسيا

- تولسيا - العاصمة ؛ السكان: 92,379 (اعتبارًا من 2007)

المدن
الكوميونات
تاريخياً، كانت المحافظة تقع في الجزء الجنوبي الشرقي من رومانيا الكبرى ، في منطقة شمال دوبروجا . تتوافق حدود المقاطعة التاريخية مع حدود المقاطعة الحالية. يحدها من الغرب مقاطعة Br ، ila ومن الشمال الغربي مقاطعة Covurlui ومن الشمال مقاطعة إسماعيل ومن الجنوب مقاطعة Constanța ومن الشرق والجنوب الشرقي البحر الأسود .

### الإدارة

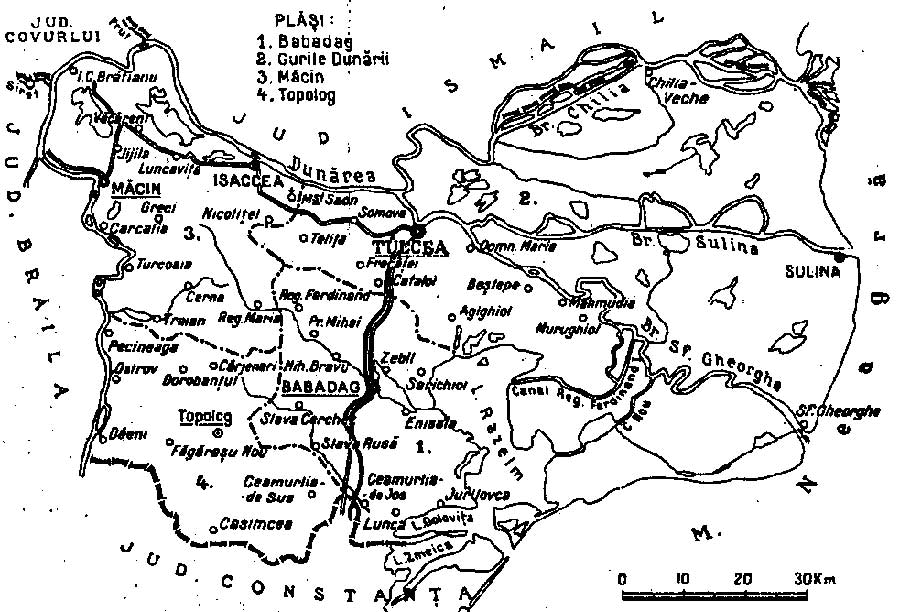
خريطة مقاطعة تولسيا كما تشكلت عام 1938.

تم تقسيم المقاطعة في الأصل إداريًا إلى أربع مناطق ( plăṣi ):
1. بلاسا باباداغ، ومقرها في باباداغ
2. بلاسا غوريلي دونوري، ومقرها في تولسيا
3. بلاسا موسين، ومقرها في موسين
4. Plasa Topolog ، ومقرها في Topolog

كما هو الحال في وقتنا الحاضر هناك خمس مدن (المدن): تولسيا (مقر مقاطعة)، باباداغ ، Măcin ، Isaccea و سولينا .

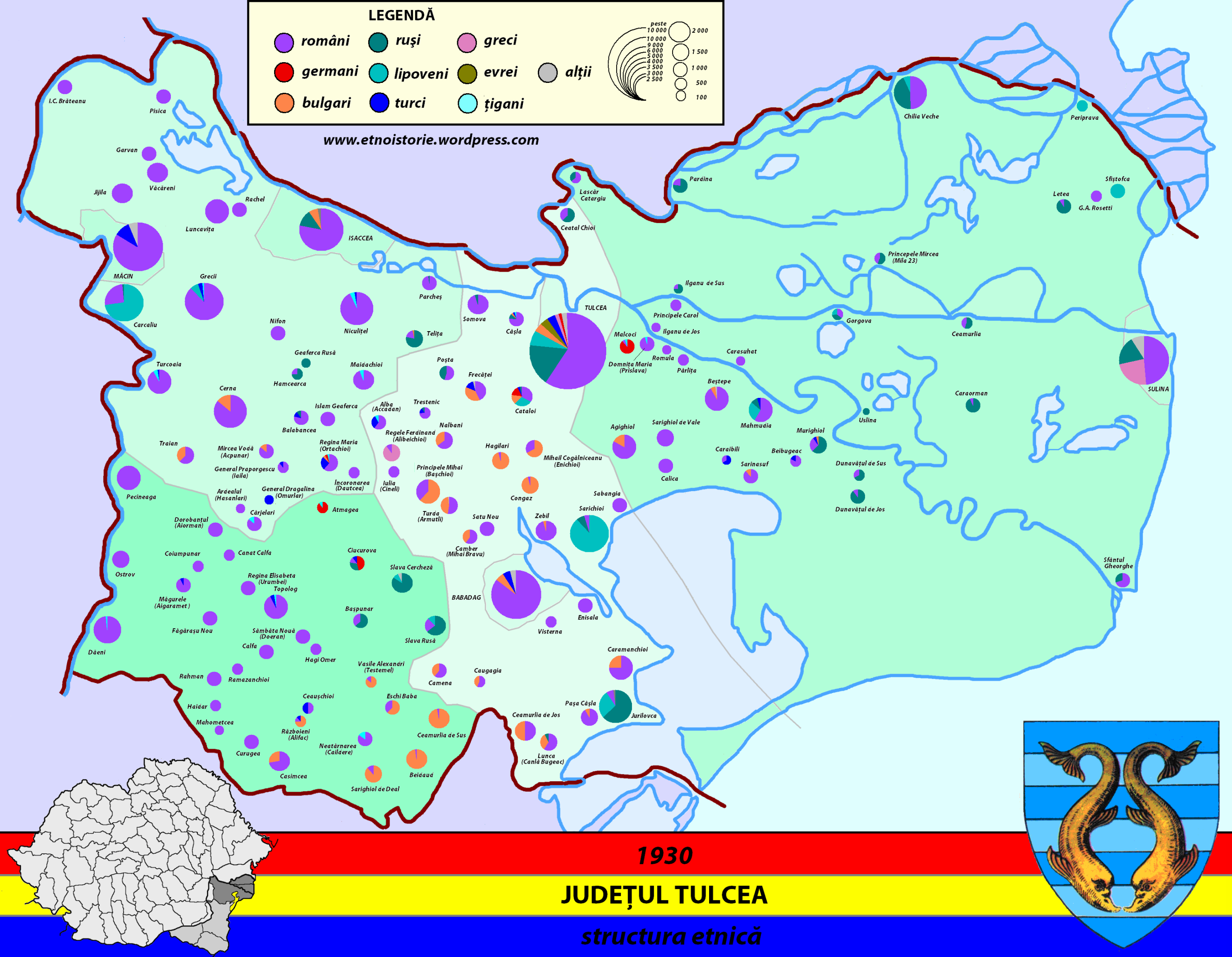
خريطة المجموعات العرقية في مقاطعة تولسيا كما ورد في تعداد عام 1930.

وفقًا لبيانات التعداد السكاني لعام 1930 ، كان عدد سكان المقاطعة 184,038 نسمة، مقسمون عرقياً على النحو التالي: 62.6٪ رومانيون، 12.2٪ روس، 10.6٪ بلغار، 2.5٪ أتراك، 1.7٪ يونانيون، 1.3٪ ألمان، بالإضافة إلى أقليات أخرى. من وجهة النظر الدينية، كان السكان 85.8٪ أرثوذكسي شرقي، 8.3٪ طقوس قديمة ليبوفان أرثوذكسي، 2.8٪ مسلمون، 1.5٪ روم كاثوليك، 0.6٪ لوثريون، بالإضافة إلى أقليات أخرى.
في عام 1930 ، كان عدد سكان المقاطعة في المناطق الحضرية 41632 نسمة، منهم 64.7٪ رومانيون، 12.8٪ روس، 5.5٪ أتراك، 4.4٪ يونانيون، 3.3٪ بلغاريون، 2.5٪ يهود، 0.8٪ ألمان، بالإضافة إلى أقليات أخرى. كانت اللغات الأم بين سكان الحضر رومانية (69.4٪) ، تليها الروسية (15.0٪) ، التركية (5.5٪) ، اليونانية (3.9٪) ، اليديشية (1.5٪) ، بالإضافة إلى الأقليات الأخرى. من وجهة النظر الدينية، كان سكان الحضر يتألفون من 87.5٪ أرثوذكسي شرقي، 5.7٪ مسلمون، 2.6٪ يهود، 1.9٪ روم كاثوليك، بالإضافة إلى أقليات أخرى.